# Хати Макданиел
Хати Макданиел (на английски: Hattie McDaniel) е американска актриса, певица, автор на песни и комик.

## Биография
Хати Макданиел е родена на 10 юни 1893 година в Уичита, Канзас. Тя е най-малката от 13 деца, майка ѝ Сюзън Холбърт е певица на госпъл музика, а баща ѝ Хенри Макданиел участва в Гражданската война със 122-ра цветна армия на Съединените щати. През 1900 г. семейството се премества в Колорадо, живеейки първо във Форт Колинс, а след това в Денвър, където Хати посещава източната гимназия в Денвър (1908 – 1910 г.), през 1908 г. участва в състезание, спонсорирано от Женския християнски съюз, рецитирайки Convict Joe, по-късно твърди, че е спечелила първо място.

### Кариера
Хати Макданиел печели „Оскар“ за най-добра поддържаща женска роля за ролята си на Мами в  „Отнесени от вихъра“ (1939), като става първата афроамериканка, спечелила Оскар. Тя има две звезди на Холивудската алея на славата, въведена е в Залата на славата на черните филмови режисьори през 1975 г., а през 2006 г. става първият черен носител на Оскар, удостоен с пощенска марка на САЩ. През 2010 г. тя е въведена в Залата на славата на жените в Колорадо. В допълнение към актьорството, Макданиел записва 16 блус песни между 1926 и 1929 г. и е радио изпълнител и телевизионна личност. Тя е първата чернокожа жена, която пее по радиото в Съединените щати. Въпреки че се появява в над 300 филма, тя получава екранни кредити само за 83.

### Смърт
През август 1950 г. Макданиел получава сърдечно заболяване и влиза в болница Темпъл в полукритично състояние, изписана през октомври. Умира от рак на гърдата на 59-годишна възраст на 26 октомври 1952 г. в болница в Уудланд Хилс, Калифорния.
В завещанието си Макданиел пише: „Искам бял ковчег и бял саван; бели гардении в косата ми и в ръцете ми, заедно с бяло одеяло от гардения и възглавница от червени рози. Също така искам да бъда погребана в холивудското гробище“.

## Избрана филмография
| година | филм               | оригинално заглавие | роля | режисьор       |
| ------ | ------------------ | ------------------- | ---- | -------------- |
| 1939   | Отнесени от вихъра | Gone with the Wind  | Мами | Виктор Флеминг |